# Erysimum nuratense
Erysimum nuratense är en korsblommig växtart som beskrevs av Mikhail Grigoríevič Popov, Viktor Petrovitj Botjantsev och Aleksei Ivanovich Vvedensky. Erysimum nuratense ingår i släktet kårlar, och familjen korsblommiga växter. Inga underarter finns listade i Catalogue of Life.